# Nicolaus Bruhns
Nicolaus Bruhns, nemški baročni organist in skladatelj, * 1665, † 19. marec 1697.
Bruhns velja za enega največjih orglavcev in skladateljev svojega časa.
Njegov učitelj je bil Dieterich Buxtehude.